# Cordulegastridae
Los cordulegástridos (Cordulegastridae) son una familia de odonatos anisópteros, de cuerpo grande, pardo o negro con marcas amarillas.
Se los puede encontrar en arroyos pequeños, claros, volando lentamente entre 30 y 70 cm sobre el agua. Cuando se los molesta, vuelan vertiginosamente. Es un pequeño grupo; por ej., todas las especies en EE. UU. o en España son del género Cordulegaster.